# Вердеревский, Дмитрий Дмитриевич
Дмитрий Дмитриевич Вердеревский (8 июля 1904, Ташкент — 30 октября 1974, Кишинёв) — советский учёный в области фитопатологии и иммунитета растений. Доктор сельскохозяйственных наук (1944), профессор (1945), член-корреспондент АН Молдавской ССР (1970).

## Биография
Родился 8 июля 1904 года в Ташкенте. Сын контрадмирала Дмитрия Дмитриевича Вердеревского и Елены Михайловны Вердеревской (в девичестве Плен, 1871—1944). В 1930 году закончил Киевский институт народного образования. В 1930—1944 годах на научно-исследовательской и преподавательской работе. С 1944 года — заведующий кафедрой защиты растений Кишинёвского сельскохозяйственного института имени М. В. Фрунзе.
Умер в Кишинёве 30 октября 1974 года.

## Научная деятельность
Создатель учения антимикробиального иммунитета растений к инфекционным заболеваниям, теории эволюции паразитизма фитопатогенных грибов и бактерий, современных основ селекции сельскохозяйственных растений на иммунитет к инфекционным заболеваниям. Ученым разработаны и внедрены в производство Молдавской ССР метод борьбы с милдью винограда по инкубационным периодам и система мер по защите плодовых и виноградных насаждений от болезней и вредителей. Теоретически обосновал и практически применил метод ступенчатой селекции и получения новых устойчивых к болезням и филлоксеры сортов винограда. Вместе с учениками ним выведены и переданы в Госсортоиспытание 14 сортов.
Автор 250 работ. Среди них:
- Болезни винограда в Молдавии и меры борьбы с ними. — Кишинёв, 1954 (в соавторстве);
- Иммунитет растений к инфекционными заболеваниям. — Кишинёв, 1968;
- Милдью винограда. — Кишинёв, 1970 (в соавторстве с Войтович Е. А.)

## Награды
Заслуженный деятель науки Молдавской ССР (1970);
Награждён орденом Октябрьской Революции, двумя орденами Трудового Красного Знамени.